# Doltcini-Van Eyck Sport
Doltcini-Van Eyck Sport-Proximus was een Belgische wielerploeg voor vrouwen. De ploeg werd in 2016 opgericht als Lares-Waowdeals en ging in 2018 verder onder de naam Doltcini-Van Eyck Sport, waar in 2021 Proximus als derde naamsponsor aan toegevoegd werd. In 2022 fuseerde de ploeg met Bingoal Casino-Chevalmeire. Naast sponsor Van Eyck gingen ook acht rensters mee naar de fusieploeg Bingoal-Chevalmeire-Van Eyck Sport.
Vanaf 2017 had het team ook een opleidingsteam voor dames junioren. In 2017 was dit team actief onder de naam Lares-Waowdeals Development Team, vanaf 2018 droeg dit team de naam Doltcini-Van Assche Development Team.

## Manager in opspraak
In september 2019 werd bekend dat de Française Marion Sicot positief heeft getest op EPO op 27 juni na het Frans kampioenschap tijdrijden, waar ze tiende werd. Ook na de positieve test van het B-staal bleef ze aanvankelijk ontkennen. In februari 2020 beschuldigde de Amerikaanse renster Sara Youmans in de Franse krant Le Monde teammanager Marc Bracke van grensoverschrijdend gedrag toen zij in oktober een contract kreeg aangeboden. De UCI is hierop een onderzoek begonnen. Een week later werd hij ook door Sicot beschuldigd van grensoverschrijdend gedrag. Zij verklaarde dat ze zich zo onder druk gezet voelde, dat ze zich genoodzaakt zag om doping te nemen. De Franse wielerbond FFC heeft hierop de UCI gevraagd om dit ook te onderzoeken. Ook het Franse gerechtshof begon een onderzoek in de zaak Sicot. Op 23 juni 2021 legde de UCI Bracke een schorsing op van drie jaar. Bracke ontkende de beschuldigingen in Het Laatste Nieuws en ging bij het TAS in beroep tegen de schorsing. In augustus 2022 werd de zaak Sicot door het Franse gerechtshof geseponeerd. Teammanager Bracke wachtte de uitspraak in hoger beroep bij het Internationaal Sporttribunaal niet af; in oktober 2022 stapte hij uit het leven.

## Galerij

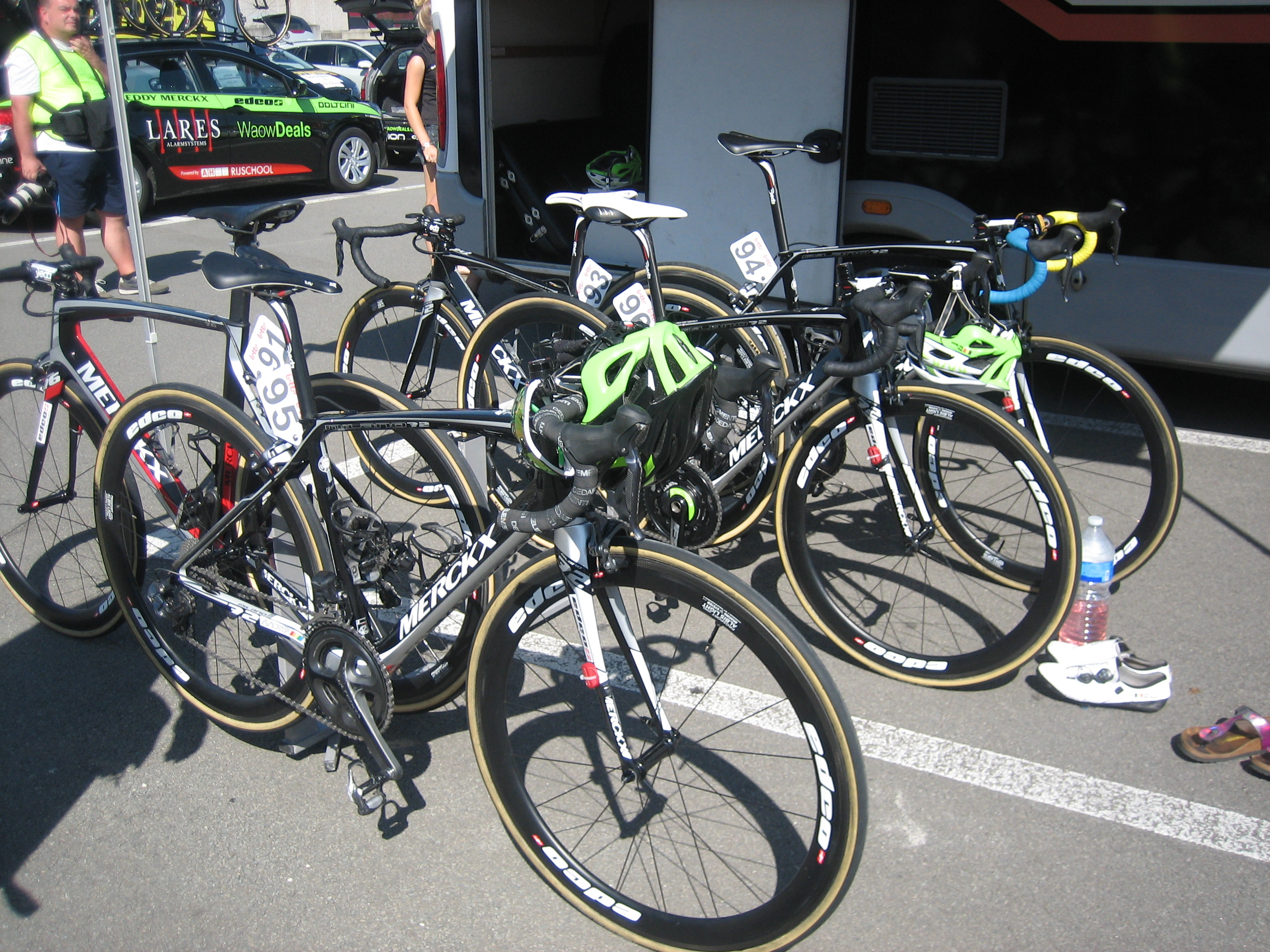
Fietsen van de ploeg, Lotto Belgium Tour 2016
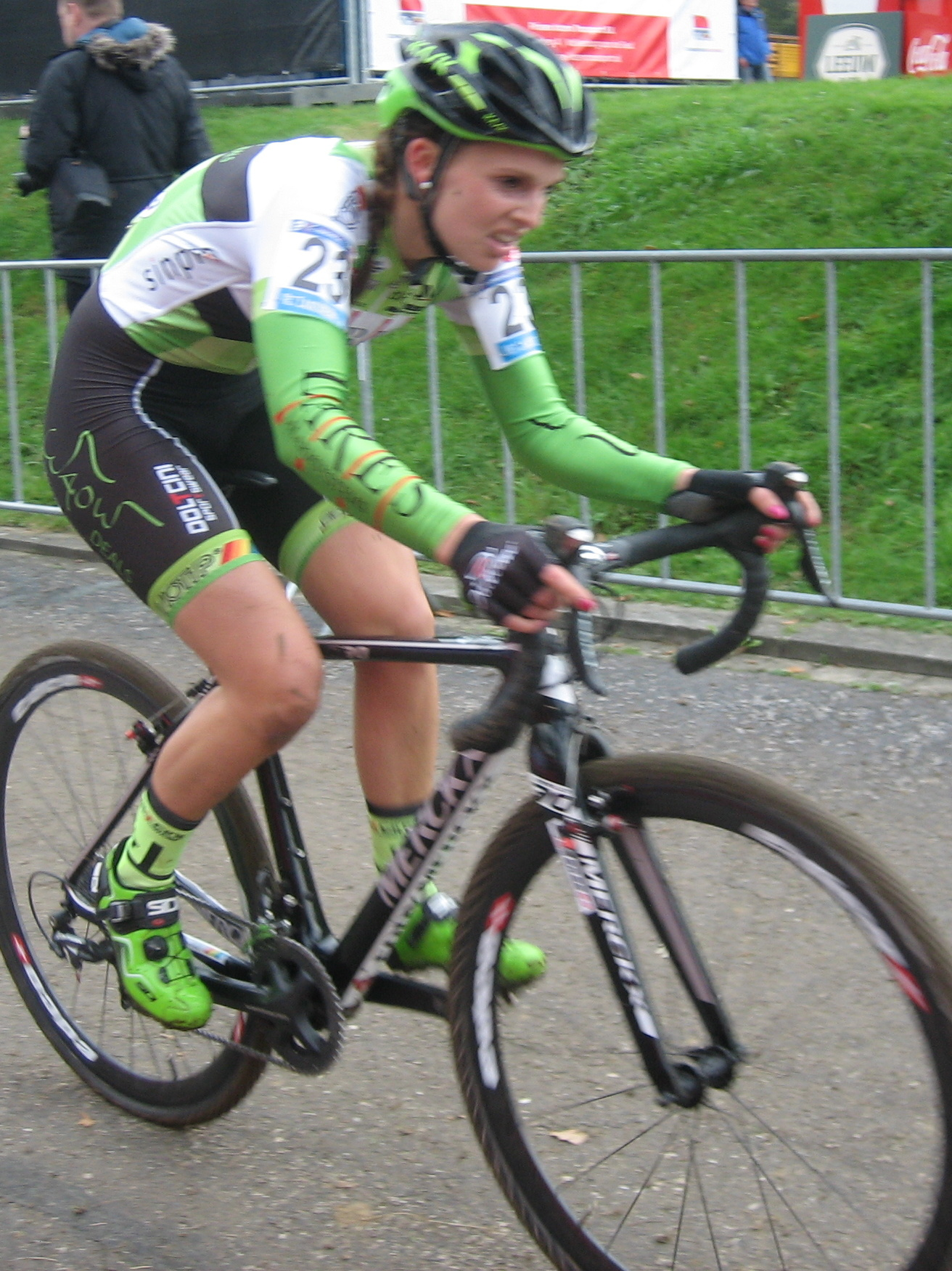
Karen Verhestraeten, Cauberg Cyclocross 2016
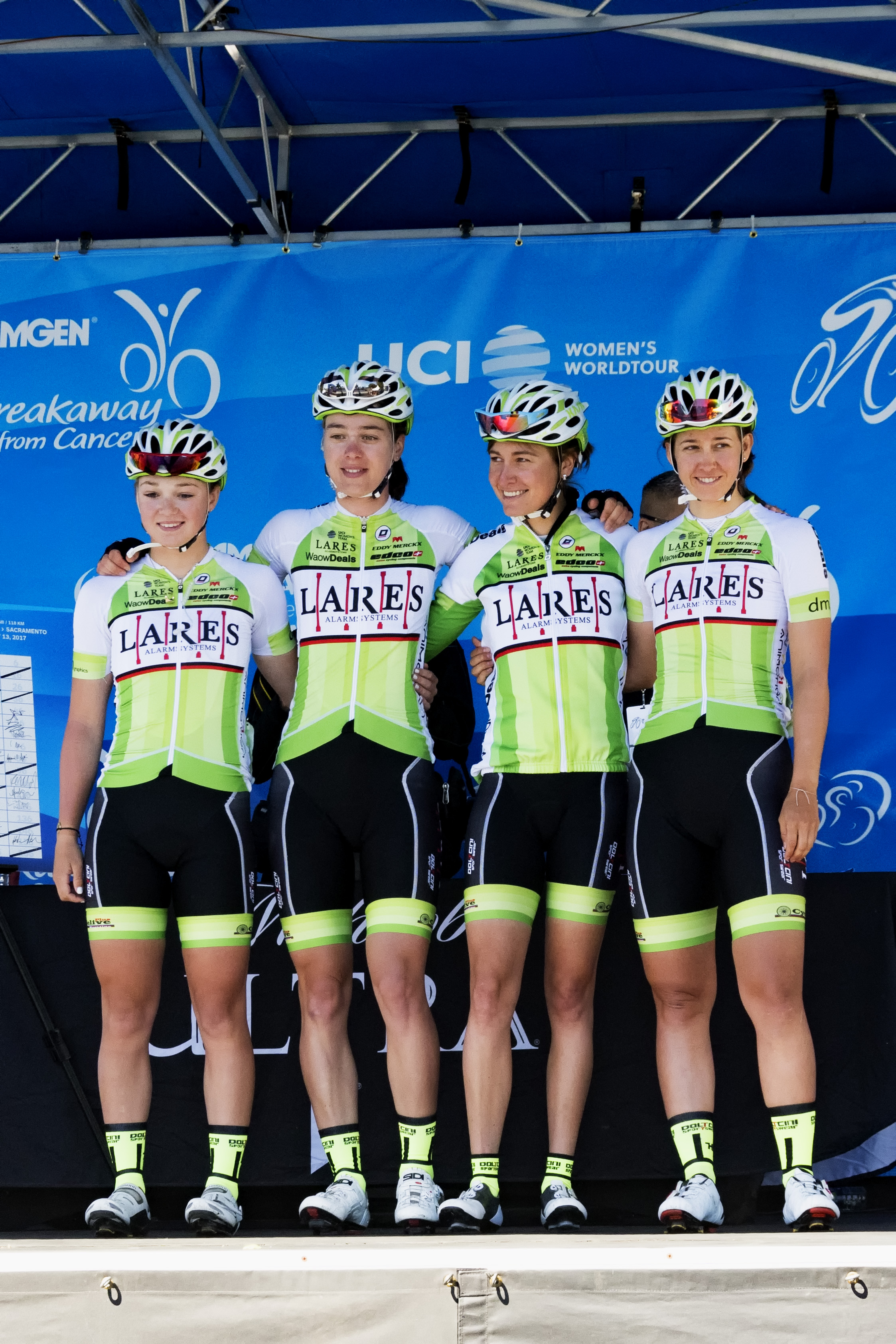
Het team in de Ronde van Californië 2017
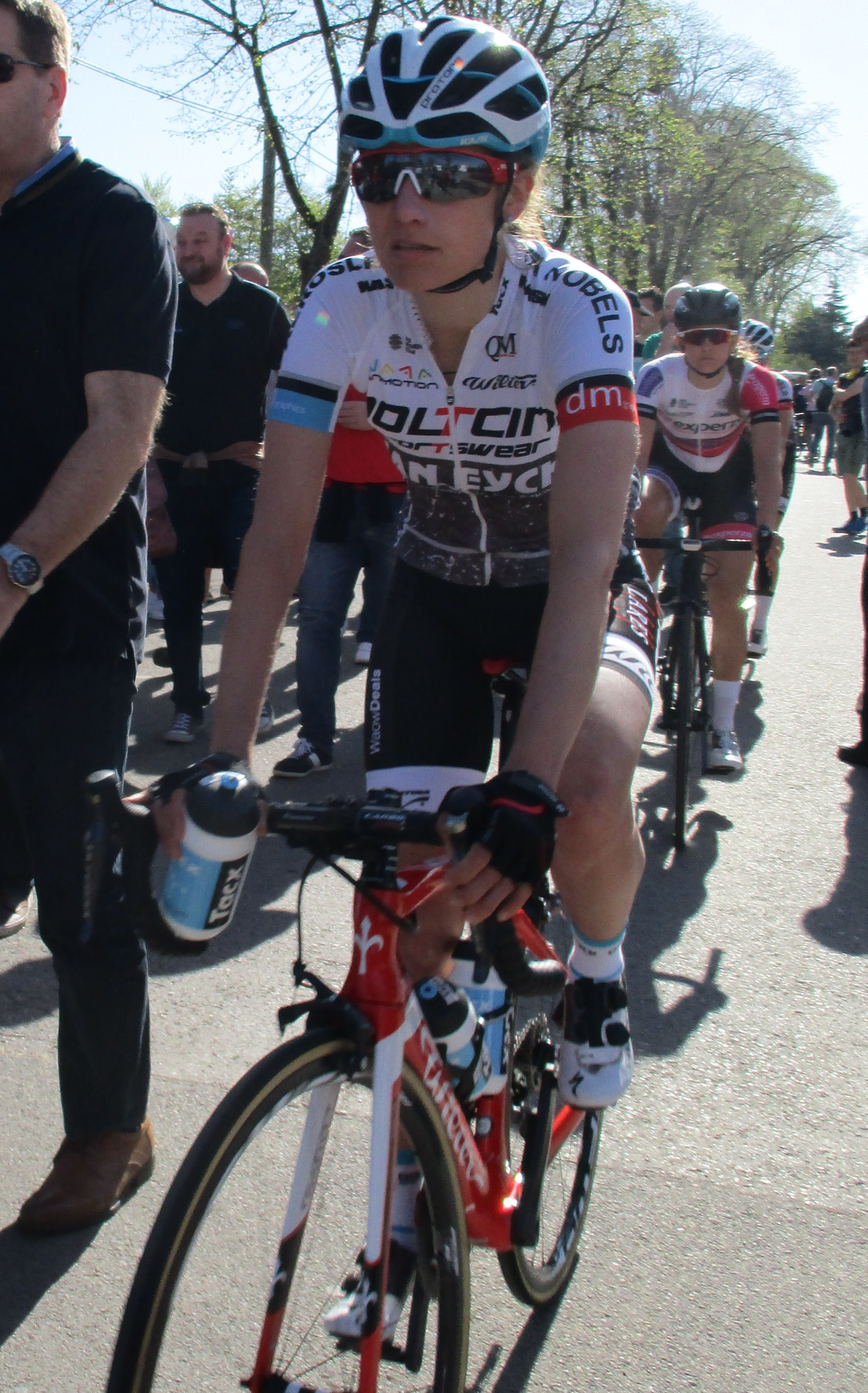
Sofie De Vuyst, Waalse Pijl 2018
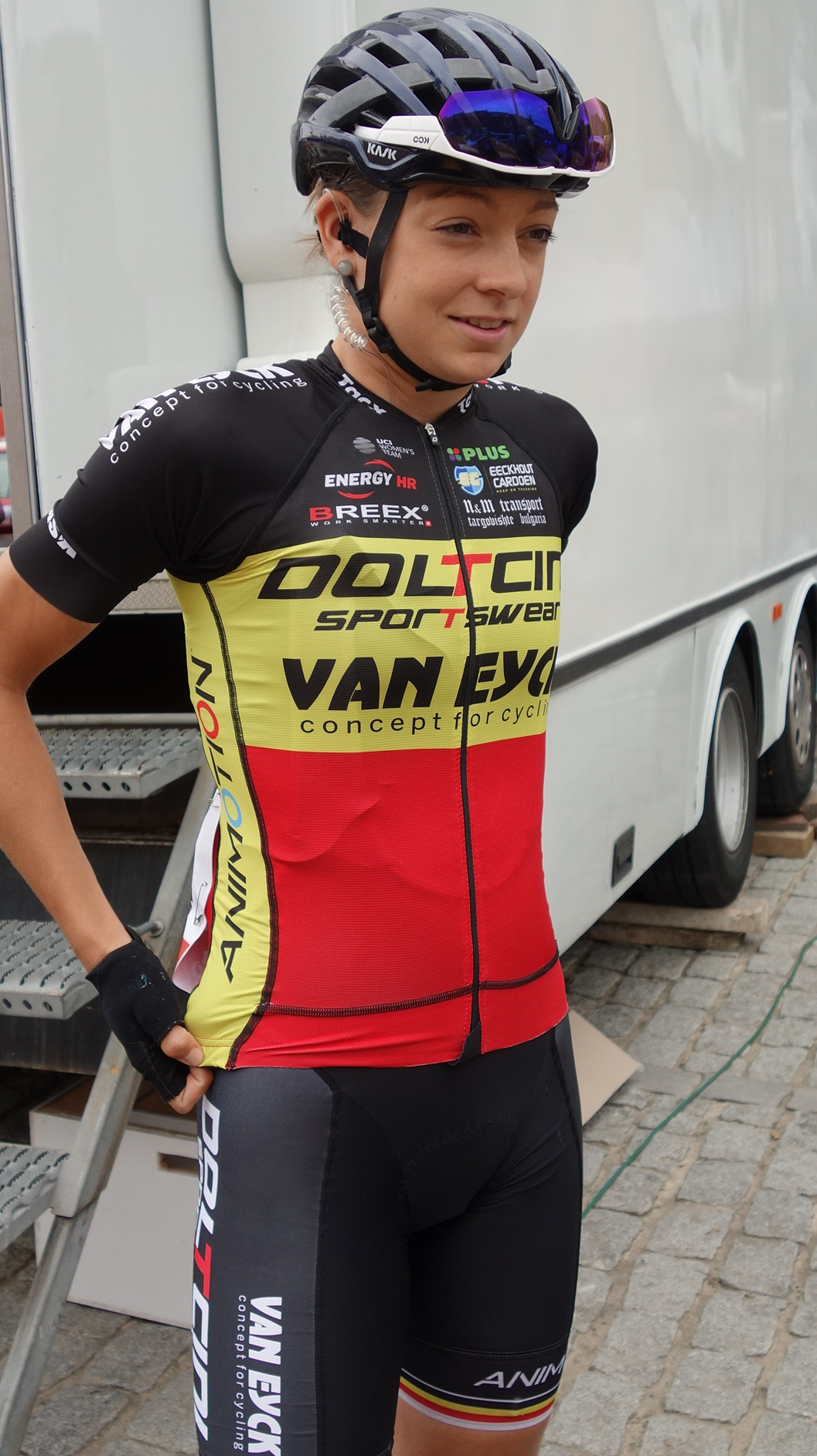
Belgisch kampioene Jesse Vandenbulcke, Lotto Belgium Tour 2019
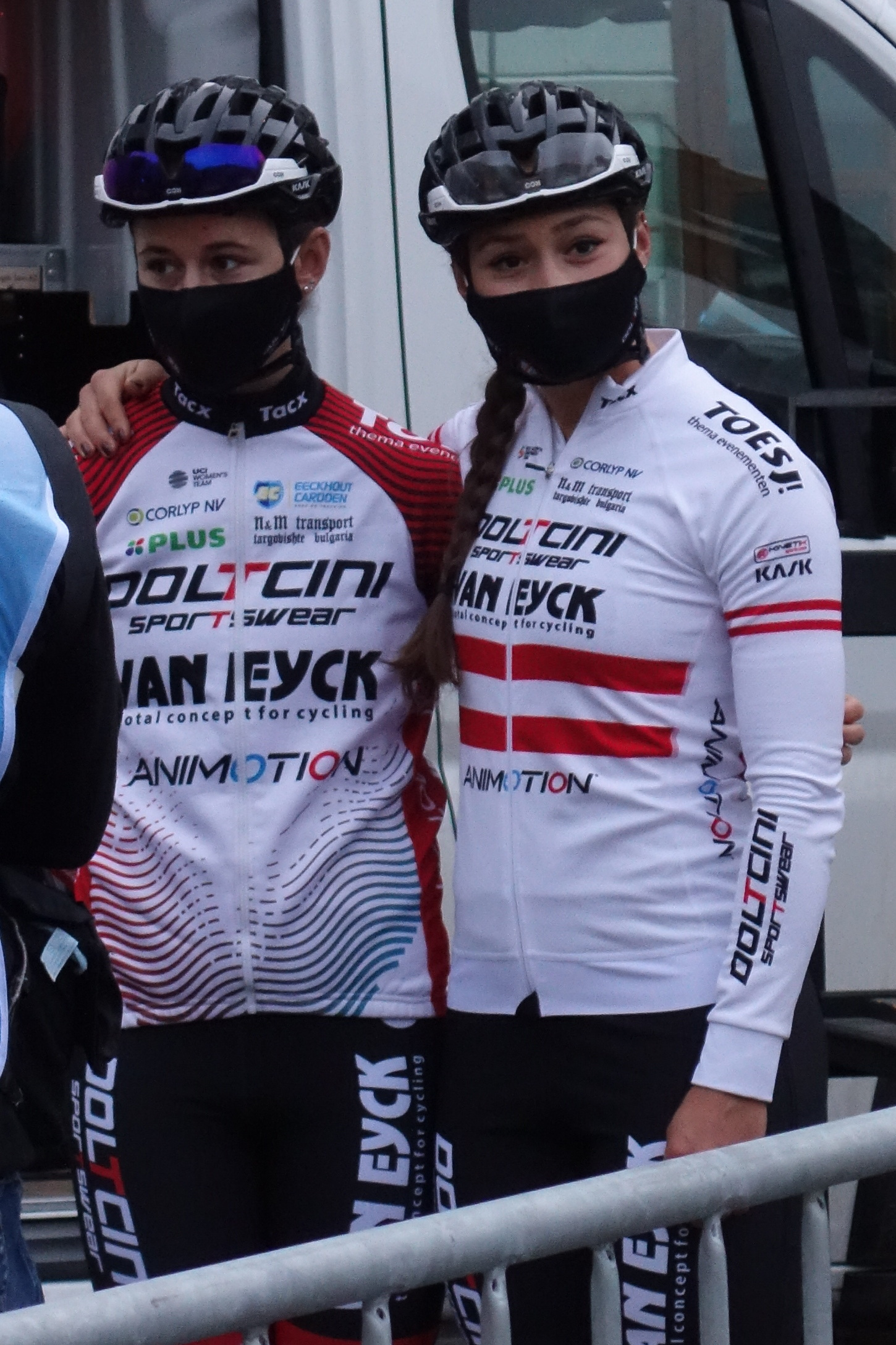
Tweeling Christina en Kathrin Schweinberger (Oostenrijks kampioene), Waalse Pijl 2020
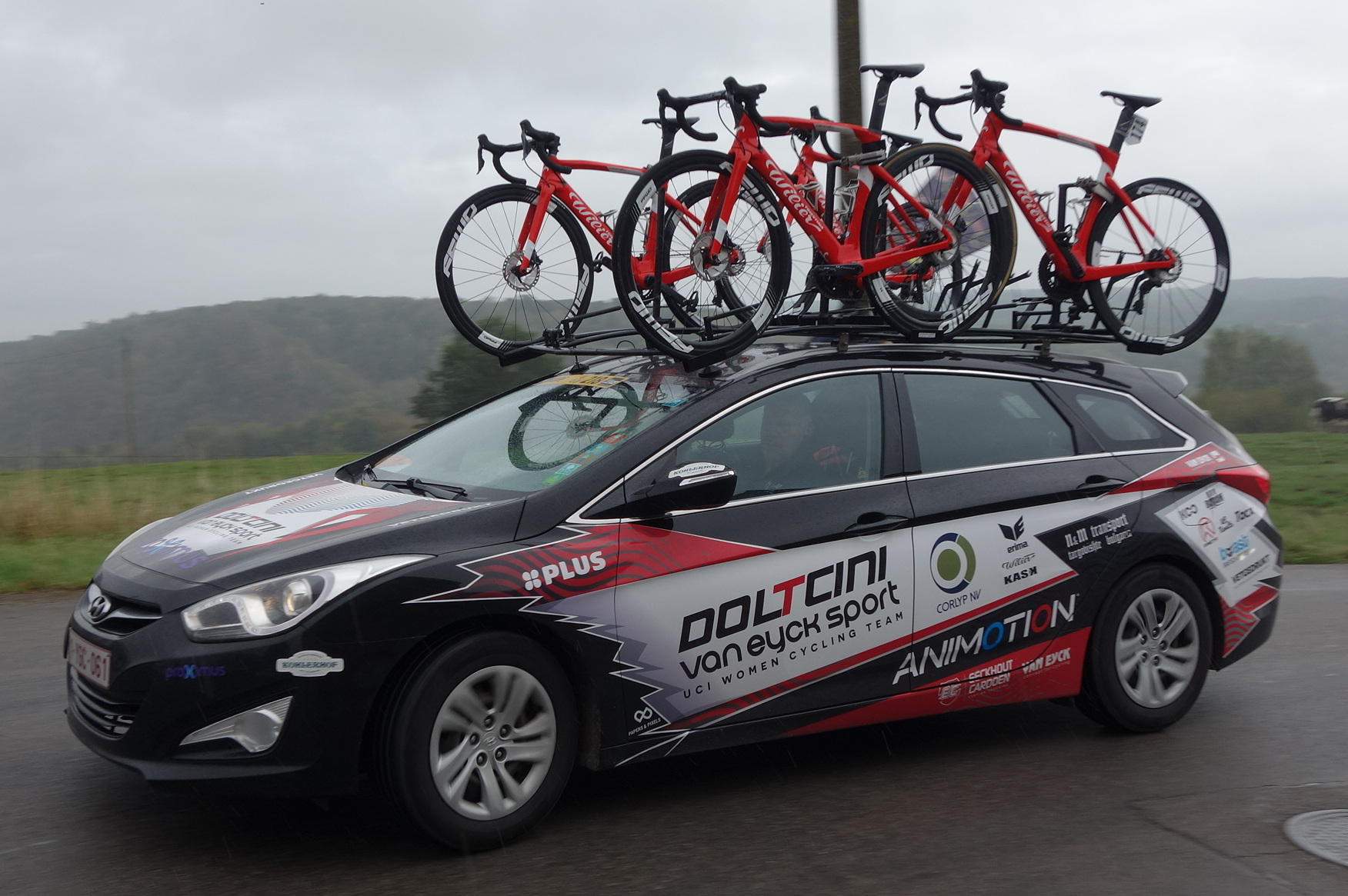
Ploegleidersauto, 2020
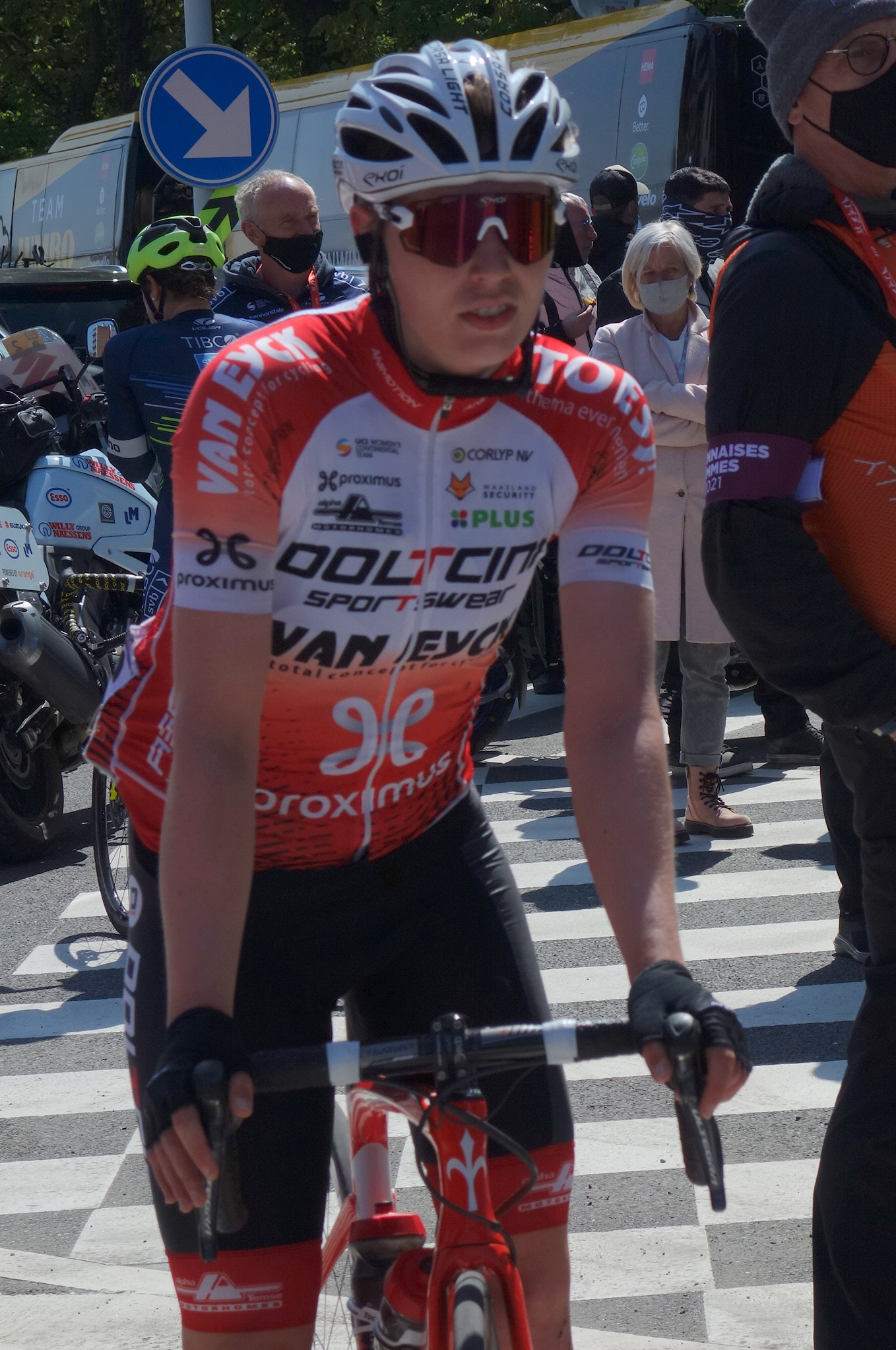
Fien Van Eynde, Luik-Bastenaken-Luik 2021

## Team

### 2021
| Ploegsamenstelling 2021 | Ploegsamenstelling 2021 | Ploegsamenstelling 2021 | Ploegsamenstelling 2021 |
| Naam                    | Geboortedatum           | Nationaliteit           | Ploeg 2020              |
| ----------------------- | ----------------------- | ----------------------- | ----------------------- |
| Minke Bakker            | 11-03-1997              | Nederland               |                         |
| Mieke Docx              | 08-06-1996              | België                  |                         |
| Jade Lenaers            | 30-11-2001              | België                  |                         |
| Kelly Markus            | 07-02-1993              | Nederland               |                         |
| Dina Scavone            | 10-08-2001              | België                  | Neo                     |
| Amber Aernouts          | 25-10-2000              | Nederland               | Multum Accountants-LSK  |
| Olha Kulynych           | 01-02-2000              | Oekraïne                | Ciclotel                |
| Lotte Popelier          | 21-05-2001              | België                  | Neo                     |
| Bryony van Velzen       | 14-05-1996              | Nederland               | Ciclotel                |
| Lotte Claes             | 05-05-1993              | België                  | Neo                     |
| Barbara Sniezynska      | 21-11-1994              | Polen                   | Neo                     |
| Noa Jansen              | 26-11-2000              | Nederland               | Neo                     |
| Fien van Eynde          | 08-09-1998              | België                  | Neo                     |
| Christina Schweinberger | 29-10-1996              | Oostenrijk              |                         |
| Kathrin Schweinberger   | 29-10-1996              | Oostenrijk              |                         |
| Nicole Steigenga        | 27-01-1998              | Nederland               |                         |
| Marieke van Witzenburg  | 25-10-1985              | Nederland               |                         |
| Victoire Berteau        | 16-08-2000              | Frankrijk               |                         |
| Kata Blanka Vas         | 03-09-2001              | Hongarije               |                         |

### 2020
| Ploegsamenstelling 2020 | Ploegsamenstelling 2020 | Ploegsamenstelling 2020 | Ploegsamenstelling 2020       |
| Naam                    | Geboortedatum           | Nationaliteit           | Ploeg 2019                    |
| ----------------------- | ----------------------- | ----------------------- | ----------------------------- |
| Minke Bakker            | 11-03-1997              | Nederland               | Neo                           |
| Ántri Christofórou      | 02-04-1992              | Cyprus                  | Cogeas-Mettler                |
| Mieke Docx              | 08-06-1996              | België                  |                               |
| Kaat Hannes             | 21-11-1991              | België                  | Jos Feron Lady Force          |
| Nicole Hanselmann       | 06-05-1991              | Zwitserland             | Bigla Pro Cycling             |
| Jade Lenaers            | 30-11-2001              | België                  | Neo                           |
| Kelly Markus            | 07-02-1993              | Nederland               | Team Rytger                   |
| Jenna Merrick           | 25-02-1993              | Nieuw-Zeeland           | Mike Greer Homes Cycling Team |
| Dina Scavone            | 10-08-2001              | België                  | Neo                           |
| Christina Schweinberger | 29-10-1996              | Oostenrijk              | Health Mate-Cyclelive         |
| Kathrin Schweinberger   | 29-10-1996              | Oostenrijk              | Health Mate-Cyclelive         |
| Nicole Steigenga        | 27-01-1998              | Nederland               | BePink                        |
| Zsófia Szabó            | 03-01-1997              | Hongarije               | Health Mate-Cyclelive         |
| Marieke van Witzenburg  | 25-10-1985              | Nederland               | Jos Feron Lady Force          |
| Justine Vromanne        | 19-07-2001              | België                  | Neo                           |
| Victoire Berteau        | 16-08-2000              | Frankrijk               |                               |
| Kata Blanka Vas         | 03-09-2001              | Hongarije               | Neo                           |

### 2019
| Ploegsamenstelling 2019 | Ploegsamenstelling 2019 | Ploegsamenstelling 2019 | Ploegsamenstelling 2019 |
| Naam                    | Geboortedatum           | Nationaliteit           | Ploeg 2018              |
| ----------------------- | ----------------------- | ----------------------- | ----------------------- |
| Kim de Baat             | 29-05-1991              | België                  |                         |
| Victoire Berteau        | 16-08-2000              | Frankrijk               | Neo                     |
| Mieke Docx              | 08-06-1996              | België                  |                         |
| Demmy Druyts            | 04-10-1995              | België                  |                         |
| Kelly Druyts            | 21-10-1989              | België                  |                         |
| Lenny Druyts            | 18-05-1997              | België                  | Experza-Footlogix       |
| Séverine Eraud          | 24-02-1995              | Frankrijk               | Experza-Footlogix       |
| Pascale Jeuland         | 02-06-1987              | Frankrijk               |                         |
| Kelly Markus            | 07-02-1993              | Nederland               |                         |
| Daniela Reis            | 06-04-1993              | Portugal                |                         |
| Tetyana Ryabchenko      | 28-08-1989              | UKR                     |                         |
| Marion Sicot            | 24-06-1992              | Frankrijk               |                         |
| Saartje Vandenbroucke   | 13-02-1996              | België                  |                         |
| Jesse Vandenbulcke      | 17-01-1996              | België                  | Neo                     |
| Anisha Vekemans         | 17-08-1991              | België                  | Alé Cipollini           |
| Bryony van Velzen       | 14-05-1996              | Nederland               |                         |

### 2018
| Ploegsamenstelling 2018 | Ploegsamenstelling 2018 | Ploegsamenstelling 2018 | Ploegsamenstelling 2018              |
| Naam                    | Geboortedatum           | Nationaliteit           | Ploeg 2017                           |
| ----------------------- | ----------------------- | ----------------------- | ------------------------------------ |
| Kim de Baat             | 29-05-1991              | België                  | Lensworld-Kuota                      |
| Sofie De Vuyst          | 02-04-1987              | België                  |                                      |
| Mieke Docx              | 08-06-1996              | België                  |                                      |
| Demmy Druyts            | 04-10-1995              | België                  | Sport Vlaanderen-Guill D'or          |
| Kelly Druyts            | 21-10-1989              | België                  | Sport Vlaanderen-Guill D'or          |
| Sarah Inghelbrecht      | 01-10-1992              | België                  |                                      |
| Pascale Jeuland         | 02-06-1987              | Frankrijk               | Poitou-Charentes.Futuroscope.86      |
| Ditte Lenseclaes        | 22-06-1999              | België                  | Lares-Waowdeals development team     |
| Kelly Markus            | 07-02-1993              | Nederland               |                                      |
| Daniela Reis            | 06-04-1993              | Portugal                |                                      |
| Tetyana Ryabchenko      | 28-08-1989              | UKR                     | Lensworld-Kuota                      |
| Marion Sicot            | 24-06-1992              | Frankrijk               | Biofrais-VC Saint Julien             |
| Saartje Vandenbroucke   | 13-02-1996              | België                  | Topsport Vlaanderen-Etixx-Guill D'or |
| Lotte van Hoek          | 08-08-1991              | Nederland               |                                      |
| Bryony van Velzen       | 14-05-1996              | Nederland               |                                      |

| Overwinningen 2018                 | Overwinningen 2018 | Overwinningen 2018 | Overwinningen 2018 |
| Wedstrijd                          | Datum              | Categorie          | Winnaar            |
| ---------------------------------- | ------------------ | ------------------ | ------------------ |
| 3e etappe Tour of Zhoushan Island  | 03-05-2018         | 2.2                | Kelly Druyts       |
| Portugees kampioenschap tijdrijden | 22-06-2018         | NC                 | Daniela Reis       |
| Portugees kampioenschap op de weg  | 23-06-2018         | NC                 | Daniela Reis       |

### 2017
| Ploegsamenstelling 2017 | Ploegsamenstelling 2017 | Ploegsamenstelling 2017 | Ploegsamenstelling 2017              |
| Naam                    | Geboortedatum           | Nationaliteit           | Ploeg 2016                           |
| ----------------------- | ----------------------- | ----------------------- | ------------------------------------ |
| Alice Cobb              | 31-07-1995              | Verenigd Koninkrijk     | amateur                              |
| Thalita de Jong         | 06-11-1993              | Nederland               | Rabobank-Liv Woman                   |
| Sofie De Vuyst          | 02-04-1987              | België                  | Lotto Soudal Ladies                  |
| Mieke Docx              | 08-06-1996              | België                  | amateur                              |
| Tara Gins               | 02-12-1990              | België                  |                                      |
| Sarah Inghelbrecht      | 01-10-1992              | België                  |                                      |
| Kelly Markus            | 07-02-1993              | Nederland               |                                      |
| Flávia Oliveira         | 27-10-1981              | Brazilië                |                                      |
| Daniela Reis            | 06-04-1993              | Portugal                | amateur                              |
| Amelie Rivat-Mas        | 14-11-1989              | Frankrijk               | Poitou-Charentes.Futuroscope.86      |
| Sarah Rijkes            | 02-04-1991              | Oostenrijk              |                                      |
| Saartje Vandenbroucke   | 13-02-1996              | België                  | Topsport Vlaanderen-Etixx-Guill D'or |
| Monique van de Ree      | 02-03-1988              | Nederland               |                                      |
| Shana Van Glabeke       | 28-09-1993              | België                  |                                      |
| Lotte van Hoek          | 08-08-1991              | Nederland               |                                      |
| Bryony Van Velzen       | 14-05-1996              | Nederland               |                                      |

### 2016
| Ploegsamenstelling 2016 | Ploegsamenstelling 2016 | Ploegsamenstelling 2016 | Ploegsamenstelling 2016               |
| Naam                    | Geboortedatum           | Nationaliteit           | Ploeg 2015                            |
| ----------------------- | ----------------------- | ----------------------- | ------------------------------------- |
| Pia de Quint            | 26-04-1988              | België                  | amateur                               |
| Dorleta Eskamendi Gil   | 02-01-1992              | Spanje                  | Bizkaia-Durango                       |
| Tara Gins               | 02-12-1990              | België                  | amateur                               |
| Sarah Inghelbrecht      | 01-10-1992              | België                  | amateur                               |
| Gabriele Jankute        | 18-12-1993              | Litouwen                | amateur                               |
| Veronika Anna Kormos    | 17-08-1992              | Hongarije               | Amateur                               |
| Kelly Markus            | 07-02-1993              | Nederland               | Team Rytger                           |
| Alexandra Nessmar       | 23-06-1994              | Zweden                  | amateur                               |
| Sara Penton             | 15-11-1988              | Zweden                  | amateur                               |
| Sarah Rijkes            | 02-04-1991              | Oostenrijk              | Lotto Soudal Ladies                   |
| Eileen Roe              | 24-09-1989              | Verenigd Koninkrijk     | Wiggle Honda                          |
| Lotte van Hoek          | 08-08-1991              | Nederland               | Feminine Cycling Team                 |
| Shana Van Glabeke       | 28-09-1993              | België                  | Hitec Products                        |
| Monique van de Ree      | 02-03-1988              | Nederland               | Parkhotel Valkenburg Continental Team |
| Jesse Vandenbulcke      | 17-01-1996              | België                  | Lotto Soudal Ladies                   |
| Karen Verhestraeten     | 23-04-1991              | België                  | amateur                               |
| Stagiairs               |                         |                         |                                       |
| Flávia Oliveira         | 27-10-1981              | Brazilië                | Lensworld.eu - Zannata                |
| Bryony Van Velzen       | 14-05-1996              | Nederland               |                                       |

| Overwinningen 2016               | Overwinningen 2016 | Overwinningen 2016 | Overwinningen 2016 |
| Wedstrijd                        | Datum              | Categorie          | Winnaar            |
| -------------------------------- | ------------------ | ------------------ | ------------------ |
| Eindklassement Tour de l'Ardèche | 06-09-2016         | 2.2                | Flávia Oliveira    |
| 4e etappe Tour de l'Ardèche      | 04-09-2016         | 2.2                | Flávia Oliveira    |